# Acasis divisa
Acasis divisa là một loài bướm đêm trong họ Geometridae.